# Erasmus Widmann

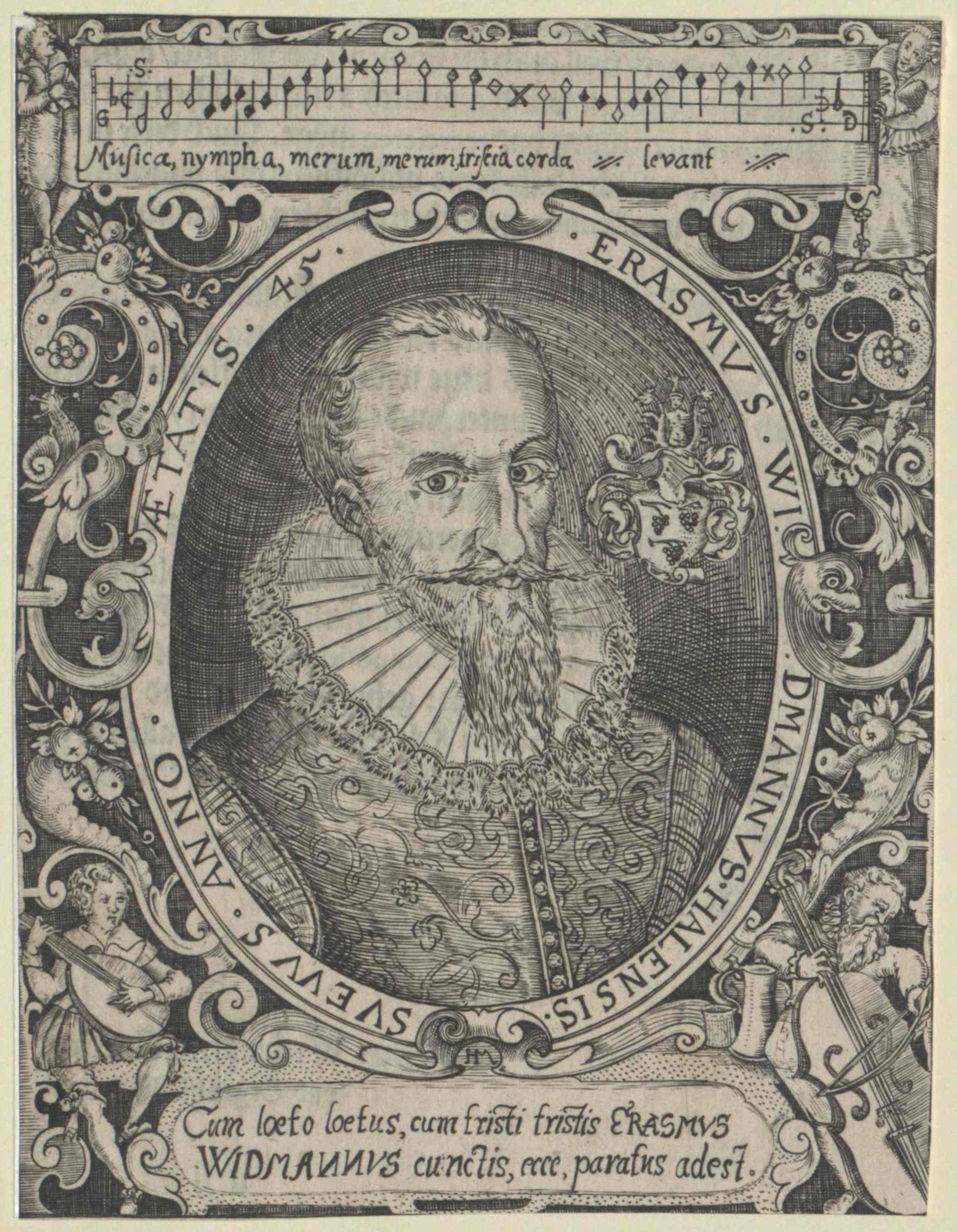
Erasmus Widmann

Erasmus Widmann (* 15. September 1572 in Schwäbisch Hall; † 31. Oktober 1634 in Rothenburg ob der Tauber) war ein deutscher Organist und Komponist.

## Leben
Bereits in der Lateinschule erhielt Widmann, der aus der Gelehrtenfamilie Widmann stammt, unter Johannes Crusius eine gute musikalische Erziehung. 1589 immatrikulierte er sich an der Universität Tübingen und schloss bereits im Folgejahr als baccalaurius ab. 1595 war er im Bergwerksort Eisenerz (Steiermark) als Organist tätig, dann von 1596 bis 1598 in Graz. Im Zuge der Gegenreformation und der Vertreibung der Protestanten musste er u. a. gemeinsam mit Johannes Kepler und Veit Bach die Steiermark verlassen und kehrte nach Schwäbisch Hall zurück. Hier übernahm er eine Stelle als Kantor und Lateinschulpräzeptor. Ab 1602 war er Kapellmeister und Organist des Grafen Wolfgang II. von Hohenlohe in Weikersheim, ab 1607 wurde er gänzlich von seinen Lehrverpflichtungen entbunden und war ausschließlich für die Hofkapelle zuständig. Neben der Musikorganisation verfasste er Texte, Komödien und eigene Lieder, die unter anderem in der Musikalischen Kurtzweil im Druck erschienen.
Nach dem Tod von Graf Wolfgang im Jahr 1610 verlangte dessen Nachfolger Georg Friedrich, dass sich Widmann erneut auch der Lehrtätigkeit widme. Damit unzufrieden suchte sich Widmann eine neue Stelle und war ab 1613 als Präzeptor und Kantor am Gymnasium in Rothenburg ob der Tauber tätig. Hier verfasste er seinen Musikalischen Tugendspiegel (1613) sowie die Fortsetzung und Erweiterung der Neuen Musikalischen Kurtzweil (1623). Seit 1627 bezeichnete sich Widmann selbst in seinen Publikationen als „Dichterfürst“ (Poeta Laureatus Caesareus). 1628 übernahm der bisherige Unterkantor Sebastian Stüx sein Amt.
1629 verfasste Widmann – als Reaktion auf die Grauen des Dreißigjährigen Krieges – seine Piorum suspiria. Nach seiner Frau und einer Tochter erlag auch er im Oktober 1634 der Pest, sein Sohn Georg Friedrich (* 8. März 1603) übernahm seine Stelle als Organist von St. Jakob.
Das Erasmus-Widmann-Gymnasium in Schwäbisch Hall ist nach ihm benannt.

## Werke
- Geistliche Psalmen und Lieder, 1604
- Erster Theil Neuer teutscher Gesänglein mit gantz neuen Possirigen und Kurtzweiligen Texten, 1606
- Die musikalische Kurzweil (1611), Verlag C. Hofius Ammerbuch, 2012, ISMN 979-0-50248-083-7 (Suche im DNB-Portal)[2]
  - Die Gänse
  - Der Floh
  - Mäuselied
  - O Musica, liebliche Kunst
  - Vinum schenk ein
- Musicalischer Tugendtspiegel gantz neuer Gesäng (Daentz und Gaillarden), Rothenburg 1613
- Neuer Ritterlicher Auffzug vom Kampff und Streyt zwischen Concordia und Discordia, Augsburg 1614/1620
- Musica Praecepta lationo-germanica pro schola Rotenburg-Tubarina brevissime constripta, Nürnberg 1615
- Gantz Neue Cantzon, Intraden, Balletten und Courranten, 1618
- Neue geistliche Teutsche und Lateinische Moteten 1619, u. a.:
  - X.: Gelobet sei der Herre, mein Hort (SSATTB)
  - XI.: Herr, was ist der Mensch (SSATTB)
  - XIII.: Der Herr behüte dich (SSATTB)
- Wohlauf, Ihr Gäste gut (um 1620)
- Balthasari Musculi Außerlesene Gesänglein 1622
  - Lasst uns den Herren preisen
- Musikalischer Studenten Muth, darinn gantz newe mit lustigen Texten belegte Gesänglein lieblich zu singen und uff allerley Instrumenten zu gebrauchen mit vier und fünff Stimmen componirt (Nürnberg 1622)
- Neue Musikalische Kurtzweill (1624)
- Libellus Antiphon. Hymn. & Responsoria continens, Rotenburg 1627
- Augusta Vindelicorum Gratiae, 1633
- Kommt her, Studenten frei
- Wer Lust und Lieb zur Musik hat
- Wohlauf, Soldatenblut
- Suite des dames (Instrumentaltänze zu 5 Stimmen)
- Zu Miltenberg am Maine, zu Würzburg an dem Steine
- Ein reicher Kaufmann in Welschland
- Jesu, in deine Wunden rot
- Jesu, meins Herzens Seufzen viel